# Peter Carpenter
Peter Carpenter (Wales, 1891. december 6. – Anglia, 1971. március 21.) walesi származású brit rögbijátékos, katonai pilóta.

## Élete

### Ifjúkora
Carpenter 1891. december 6-án született Wales egyik legnagyobb városában Cardiffban. Édesapja Peter Carpenter, édesanyja Jane Carpenter volt. A grange towni (Cardiff közelében) walesi nemzetiségi iskolában tanult, ahol az iskola egyik legkiválóbb rögbijátékosa lett. Az iskola befejezése után 1905-től profi rögbijátékosként indult a helyi bajnokságokon. Egészen 1915-ös behívásáig a sportból tartotta fenn magát.

### Katonai szolgálata
Behívását követően a Királyi Tűzszerész Magániskolában (Public School Royal Fusiliers) tanult. Tanulmányai alatt azonban egy meccs során súlyos lábtörést szenvedett, így hazaküldték a magániskolából. Felépülését követően már a Királyi Repülő Hadtesthez (Royal Flying Corps) tért vissza. 84 repült órát követően végül megkapta pilótaigazolványát. Ezt követően 1917. szeptember 14-én a 45. brit repülőszázadhoz osztották be, ahol Sopwith Camel típusú repülőgéppel repült. Ezen osztag 1917. szeptemberében utazott Olaszországba, hogy az ottani olasz légi fölényt növelje. Carpenter már ebben a hónapban megszerezte első légi győzelmét egy Albatros D.V-ös repülőgép ellen. 1917. október 21-én aratta második, 31-én harmadik légi győzelmét. Novemberben újabb kettő, míg 1918 januárjában újabb három légi győzelmet aratott, bekerülve ezzel az ászpilóták közé.
1918. február 27-én áthelyezték a 66. brit repülőszázadhoz. Ezen repülőszázadban a háború végéig még további 16 légi győzelmet szerzett, valamennyit Sopwith Camel típusú géppel. Utolsó győzelmét 1918. október 25-én aratta egy Albatros D.V típusú német gép lelövésével. Szolgálata során számos kitüntetést és elismerést kapott a katonai vezetéstől. A háborút 24 igazolt légi győzelemmel fejezte be.

### Légi győzelmei
| Sorszám | Dátum                | Egysége               | Repülőgépe    | Ellenfele             |
| ------- | -------------------- | --------------------- | ------------- | --------------------- |
| 1       | 1917. szeptember 20. | 45. brit repülőszázad | Sopwith Camel | Albatros D.V          |
| 2       | 1917. október 21.    | 45. brit repülőszázad | Sopwith Camel | Albatros D.V          |
| 3       | 1917. október 31.    | 45. brit repülőszázad | Sopwith Camel | Albatros C            |
| 4       | 1917. november 8.    | 45. brit repülőszázad | Sopwith Camel | Albatros C            |
| 5       | 1917. november 15.   | 45. brit repülőszázad | Sopwith Camel | Rumpler C             |
| 6       | 1918. január 10.     | 45. brit repülőszázad | Sopwith Camel | Albatros D.III        |
| 7       | 1918. január 15.     | 45. brit repülőszázad | Sopwith Camel | Albatros D.III        |
| 8       | 1918. január 26.     | 45. brit repülőszázad | Sopwith Camel | Albatros D.III        |
| 9       | 1918. február 27.    | 66. brit repülőszázad | Sopwith Camel | Albatros D.III        |
| 10      | 1918. március 11.    | 66. brit repülőszázad | Sopwith Camel | Hansa-Brandenburg D.I |
| 11      | 1918. március 21.    | 66. brit repülőszázad | Sopwith Camel | Hansa-Brandenburg D.I |
| 12      | 1918. március 21.    | 66. brit repülőszázad | Sopwith Camel | Hansa-Brandenburg D.I |
| 13      | 1918. március 30.    | 66. brit repülőszázad | Sopwith Camel | Albatros D.III        |
| 14      | 1918. április 18.    | 66. brit repülőszázad | Sopwith Camel | Ismeretlen            |
| 15      | 1918. április 17.    | 66. brit repülőszázad | Sopwith Camel | Albatros D.V          |
| 16      | 1918. május 31.      | 66. brit repülőszázad | Sopwith Camel | Albatros D.V          |
| 17      | 1918. június 9.      | 66. brit repülőszázad | Sopwith Camel | Albatros D.V          |
| 18      | 1918. június 10.     | 66. brit repülőszázad | Sopwith Camel | LVG C                 |
| 19      | 1918. június 15.     | 66. brit repülőszázad | Sopwith Camel | LVG C                 |
| 20      | 1918. június 15.     | 66. brit repülőszázad | Sopwith Camel | Albatros D.V          |
| 21      | 1918. július 14.     | 66. brit repülőszázad | Sopwith Camel | Albatros D.III        |
| 22      | 1918. augusztus 31.  | 66. brit repülőszázad | Sopwith Camel | Albatros D.V          |
| 23      | 1918. október 8.     | 66. brit repülőszázad | Sopwith Camel | Ismeretlen            |
| 24      | 1918. október 25.    | 66. brit repülőszázad | Sopwith Camel | Albatros D.V          |

### Kitüntetései
- Olasz Katonai Vitézségi Érem (Medaglia al Valore Militare)
- Kiváló Szolgálati Rend (Distinguished Service Order)
- Brit Katonai Kereszt (Military Cross)

### További élete
Az első világháborút követően Carpenter saját vállalkozásba fogott: egy hajógyárat alapított. Loyal Shipping Company néven. A gyár néhány évig jól működött, azonban 1929-ben csődbe jutott. A második világháború kitörését követően visszahelyeztette magát aktív állományba, a háborút követően viszont újból visszavonult.
1971-ben hunyt el middlesex-i otthonában.